# Polakowo (Niegrzebia)
Polakowo (niem. Dieckborn) – kolonia wsi Grabowo w Polsce położona w województwie zachodniopomorskim, w powiecie łobeskim, w gminie Łobez, nad rzeką Regą.
W latach 1975–1998 miejscowość administracyjnie należała do województwa szczecińskiego.